# El Tezóquio
El Tezóquio är en ort i Mexiko.   Den ligger i kommunen Cualác och delstaten Guerrero, i den sydöstra delen av landet, 190 km söder om huvudstaden Mexico City. El Tezóquio ligger 1 574 meter över havet och antalet invånare är 190.
Terrängen runt El Tezóquio är huvudsakligen kuperad, men österut är den bergig. Runt El Tezóquio är det ganska tätbefolkat, med 65 invånare per kvadratkilometer. Närmaste större samhälle är Huamuxtitlán, 6,1 km nordost om El Tezóquio. Omgivningarna runt El Tezóquio är en mosaik av jordbruksmark och naturlig växtlighet.